# Parc Natural Vânători-Neamț
El Parc Natural Vânători-Neamț (en romanès: Parcul Natural Vânători Neamţ) es troba al nord-est de Romania, al comtat de Neamţ. És un dels pocs llocs on es pot veure el bisó europeu (Bison bonasus).
El parc natural de Vânători-Neamț (30.818 ha) es va establir el 1999 i l'any següent es declararà zona protegida per la Llei núm. 5 del 6 de març de 2000 (sobre l'aprovació del Pla nacional d'ordenació del territori - Secció III - àrees protegides). És un lloc d’importància comunitària i forma part de l’àrea especial de protecció contra l’avifauna. Inclou tres reserves naturals d’interès nacional: Pădurea de Argint, Codrii de Aramă i la Reserva de bisons i fauna de Carpats Dragoș Vodă.
Hi solien haver urs, tot i que ara només hi ha bisons europeus. El cap dels urs és un símbol heràldic de la província històrica de Moldàvia, tot i que els urs (ara extingits) eren una espècie separada del bisó europeu.

## Galeria

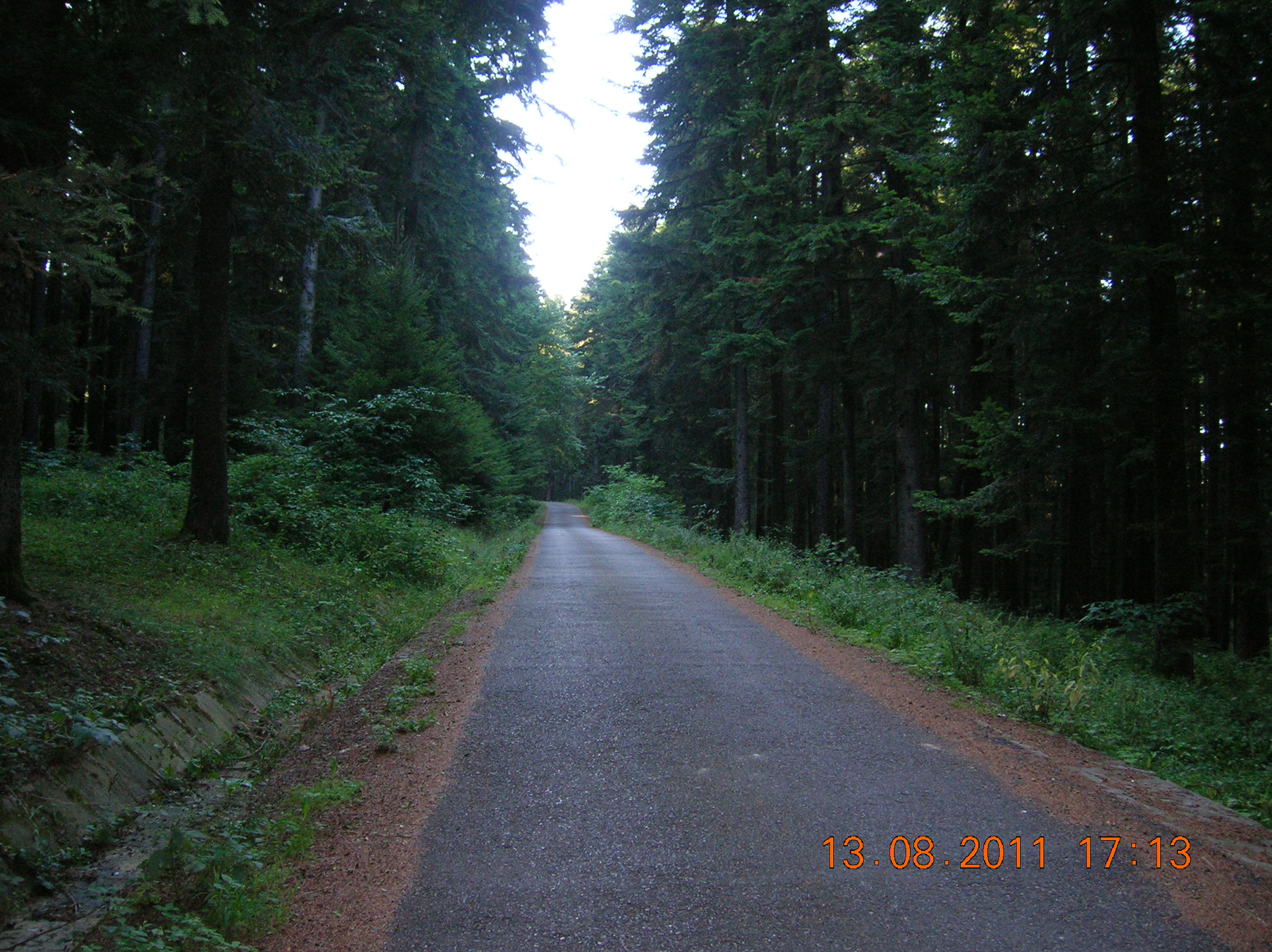
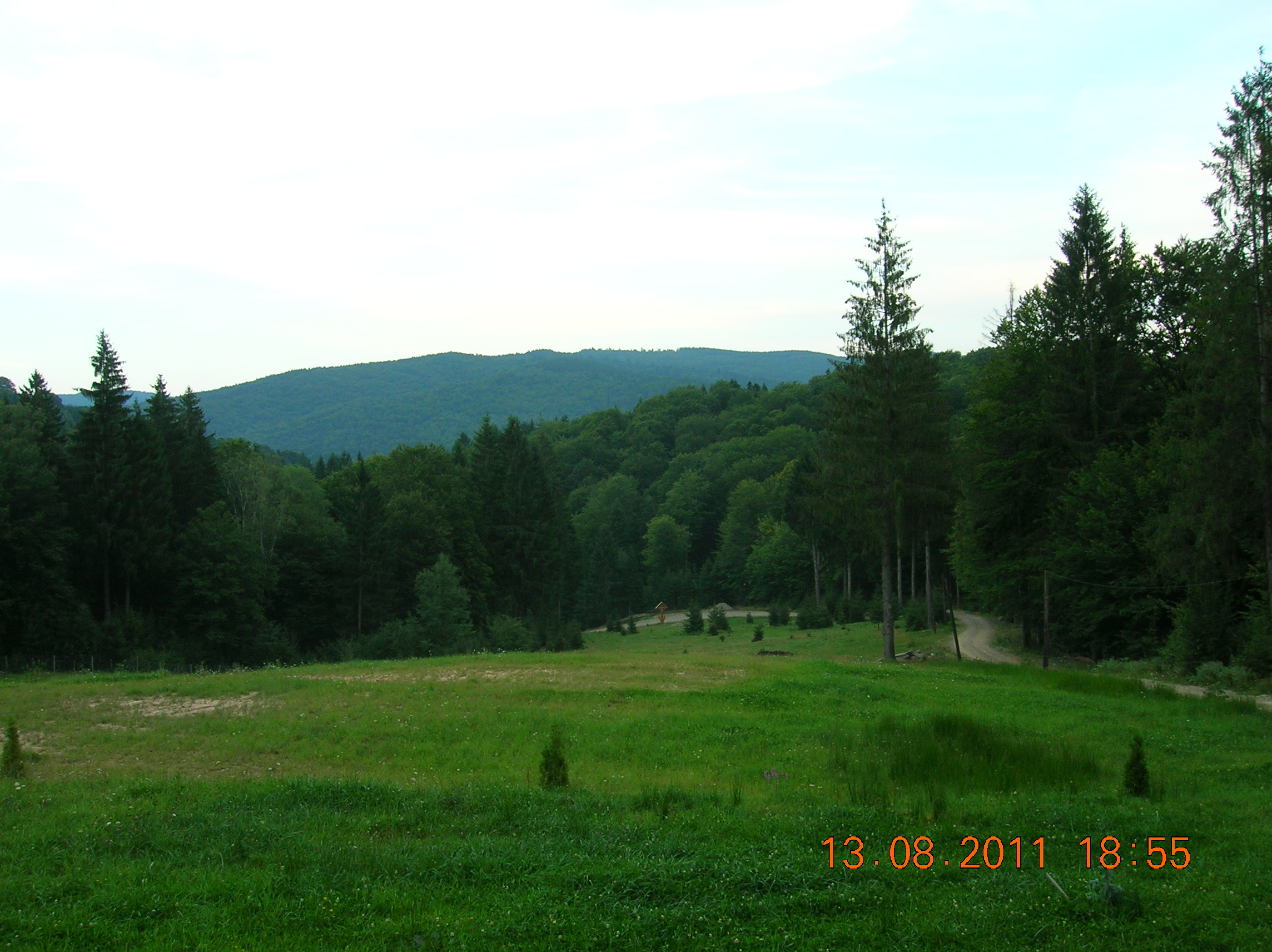